# Orlivka, Prîmorsk
Orlivka (în ucraineană Орлівка) este localitatea de reședință a comunei Orlivka din raionul Prîmorsk, regiunea Zaporijjea, Ucraina. În secolul al XIX-lea, satul făcea parte din volostul Novooleksiivka, uezdul Berdeansk, guberniei Taurida.

## Demografie
Componența lingvistică a localității Orlivka
     Rusă (87,82%)
     Ucraineană (9,63%)
     Bulgară (1,62%)
     Alte limbi (0,7%)
Conform recensământului din 2001, majoritatea populației localității Orlivka era vorbitoare de rusă (87,82%), existând în minoritate și vorbitori de ucraineană (9,63%) și bulgară (1,62%).